# Wolter-Teleskop

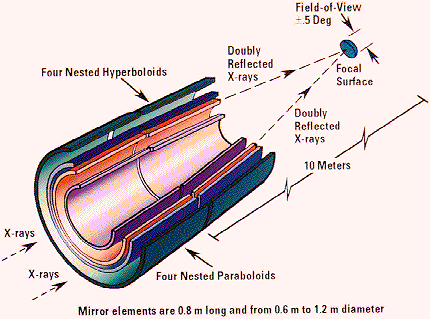
4-fach verschachteltes Wolter-Teleskop des Chandra-Weltraumteleskops (Illustration: NASA)

Als Wolter-Teleskop wird ein Röntgenteleskop bezeichnet, das eine Spiegelanordnung verwendet, wie sie der deutsche Physiker Hans Wolter 1952 vorschlug. Dabei wird ausgenutzt, dass der Brechungsindex von Materialien für Röntgenstrahlung etwas kleiner als eins ist, mithin beim streifenden Einfall auf die Oberflächen Totalreflexion auftritt.
Diese Spiegelanordnung setzt sich aus vielfach ineinander geschachtelten metallischen (oft nur aus beschichteten Folien bestehenden) Rotationsparaboloiden, denen jeweils ein Rotationshyperboloid folgt, zusammen. Der hintere Brennpunkt des Hyperboloids muss mit dem Brennpunkt des Paraboloids zusammenfallen. Die Punkte in der Nähe der optischen Achse werden dann im vorderen Brennpunkt des Hyperboloids abgebildet.
Auch Rotationsellipsoide werden in Kombination mit Rotationsparaboloiden verwendet. Diese Spiegel haben zusammen ähnliche Abbildungseigenschaften wie gewöhnliche Teleskope im sichtbaren Bereich des Lichts.
Das Prinzip wurde bereits 1952 vorgeschlagen als Technologie für ein Röntgenmikroskop. Aufgrund der benötigten extremen Genauigkeit der Oberflächen, deren Rauheit nur einige Millionstel Millimeter betragen darf, dauerte es bis 1978, bis das erste Wolter-Teleskop im Röntgensatelliten Einstein realisiert werden konnte.

## Typen von Wolter-Teleskopen
Wolter-Typ I und II bestehen aus einer Kombination aus einem Paraboloid- und einem Hyperboloid-Spiegelsystem. Bei einem Wolter-I-System erfolgt die Reflexion immer an den Innenseiten der Spiegelsysteme, wobei bei einem Wolter-II-System die erste Reflexion an der Innenseite des Paraboloidspiegels und die zweite Reflexion an der Außenseite des Hyperboloidspiegels stattfindet. Das Wolter-II-System kombiniert eine sammelnde mit einer zerstreuenden Spiegelfläche.
Wolter-Typ-III-Systeme spiegeln die Röntgenphotonen zuerst an der Außenseite eines Paraboloids, die dann an der Innenseite eines Ellipsoidspiegels fokussiert werden.

## Anwendungen
Der Röntgensatellit XMM-Newton verwendet drei Wolter-I-Systeme mit jeweils 57 ineinander geschachtelten Spiegeln.
Das Röntgenteleskop eROSITA, der am 13. Juli 2019 ins All gebracht wurde, verwendet sieben Wolter-I-Systeme mit jeweils 54 ineinander geschachtelten Spiegeln.